# Чемоданов, Иван Иванович
Иван Иванович Чемоданов — русский военный и государственный деятель, дипломат, стольник, переславский наместник и посол в Венецианской республике, отец думного дворянина Ф. И. Чемоданова.

## Биография
Иван был сыном Ивана Чемоданова, постельничего при царе Михаиле Фёдоровиче. За участие в обороне Москвы в ходе Русско-польской войны в 1618 году пожалован вотчиной. В 1625—1644 годы неоднократно был рындой на приёмах иностранных послов. В конце 1644 года был направлен воеводой в Усерд, в 1649—1651 годы был воеводой в Путивле. Принимал участие в Русско-польской войне 1654—1667, был назначен наместником Переславля-Залесского.
В 1656 году Алексей Михайлович отправил его в Венецию занять у республики денег для войны с Польским и Шведским королевствами. Пробыв там около девяти недель, Иван Чемоданов не выполнил свою задачу, но сделал немало ценных наблюдений, которые занес в свой подробный и обстоятельный «Статейный список». Не удалась также и торговая миссия Чемоданова: ему было отпущено для продажи сто пудов ревеня и сорок сороков соболей, но большая часть товара была испорчена водой по дороге из Архангельска в Ливорно, оставшийся товар был продан по низкой цене, а доход был потрачен на содержание самого посольства.
По возвращении из Венеции в 1657 году сведений о дальнейшей службе Ивана Чемоданова нет, умер не ранее 1668 г.